# Jan Wimmer
Jan Wimmer (15. ledna 1903 Praha – 18. ledna 1986) byl český fotbalista, útočník, reprezentant Československa.

## Fotbalová kariéra
Za československou reprezentaci odehrál v letech 1925 a 1926 tři utkání a vstřelil dvě branky. Hrál za AFK Vršovice.

## Ligová bilance
| Ročník                                       | Zápasy | Góly | Klub                   |
| -------------------------------------------- | ------ | ---- | ---------------------- |
| Asociační liga 1925                          | 9      | 0    | AFK Vršovice           |
| Středočeská 1. liga 1925/26                  | 20     | 7    | AFK Vršovice           |
| Kvalifikační soutěž Středočeské 1. ligy 1927 | 7      | 3    | AFK Vršovice           |
| Středočeská 1. liga 1927/28                  | 12     | 4    | Bohemians AFK Vršovice |
| Středočeská 1. liga 1928/29                  | 12     | 4    | Bohemians AFK Vršovice |
| 1. asociační liga 1929/30                    | 12     | 5    | AFK Bohemians          |
| 1. asociační liga 1930/31                    | 12     | 9    | AFK Bohemians          |
| 1. asociační liga 1932/33                    | 3      | 0    | Bohemians AFK Vršovice |
| 1. asociační liga 1933/34                    | 7      | 2    | Bohemians AFK Vršovice |
| CELKEM 1. československá liga                | 95     | 36   |                        |